# Xenomilia humeralis
Xenomilia humeralis är en fjärilsart som beskrevs av W. Warren 1896. Xenomilia humeralis ingår i släktet Xenomilia och familjen mott. Inga underarter finns listade i Catalogue of Life.